# Cruzille
Ne doit pas être confondu avec Cruzilles-lès-Mépillat.
Cruzille est une commune française située dans le département de Saône-et-Loire, en région Bourgogne-Franche-Comté.

## Géographie

### Communes limitrophes
Les communes limitrophes sont Martailly-lès-Brancion, Grevilly, Lugny, Bissy-la-Mâconnaise et Chissey-lès-Mâcon.

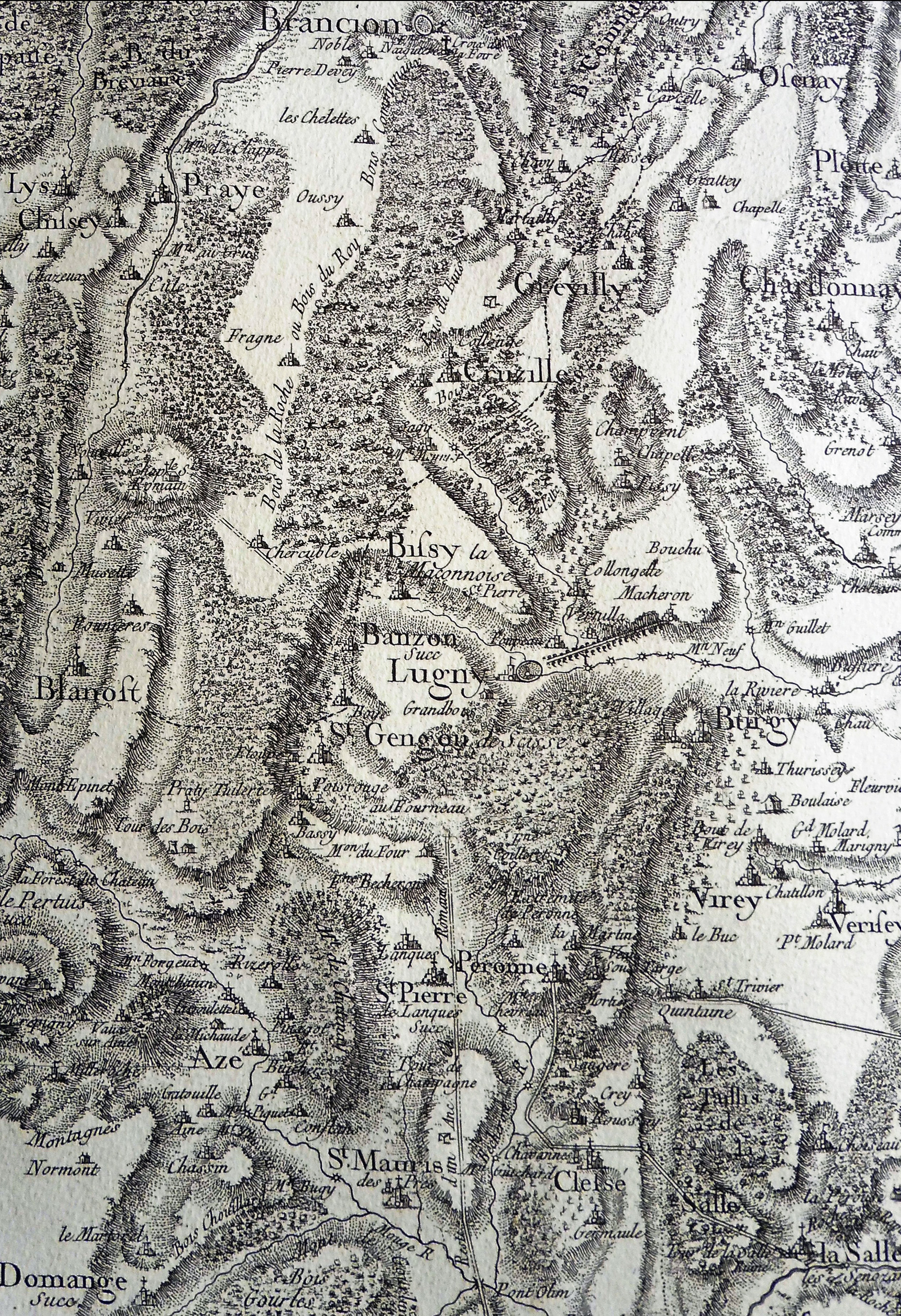
Cruzille et les villages du Haut-Mâconnais en 1759, d'après la carte de Cassini.

Outre le bourg, Cruzille possède cinq hameaux qui sont : Collonge, Sagy-le-Haut et Sagy-le-Bas, situés tous les trois dans la vallée viticole qui traverse le village à l'est, et Fragnes et Ouxy, situés quant à eux à l'ouest, de l'autre côté du Bois de la Montagne. Ces deux derniers sont remarquables par leur situation. Tournés vers la vallée de Cormatin, ils marquent la frontière entre la région viticole du Haut-Mâconnais et celle d'élevage du Clunisois. Les points de vue vers les vallées de la Grosne et de la Guye y sont magnifiques lorsque le temps est favorable. La rivière qui traverse le hameau de Sagy-le-Bas, l'Ail, s'oriente très vite à l'est pour s'écouler doucement dans la vallée de Sainte-Geneviève, qui conduit au hameau de Collongette (commune de Lugny). L'eau de cette rivière alimentait jadis un moulin aujourd'hui disparu, autrefois écart isolé de Cruzille : le moulin Meurier, ancien moulin seigneurial tirant son nom du patronyme d'un tenancier.
Village viticole appartenant à l'aire de production du Mâcon-Lugny, Cruzille dispose de vignes majoritairement plantées de pieds de chardonnay dont la vendange est presque exclusivement vinifiée à la cave coopérative de Lugny. La commune dispose toutefois de plusieurs vignerons indépendants : Domaine des Vignes du Maynes et Domaine Guillot-Broux (ce dernier ayant été l'un des pionniers en France en matière de vin issu de l'agriculture biologique, avec Pierre Guillot qui se lança dans l'aventure en 1954). En l'an 2000, Cruzille disposait de 140 hectares de vignes, qui se répartissaient de la sorte : 110 hectares de « Mâcon Village », 19 hectares de « Bourgogne Pinot noir » et 11 hectares de « Mâcon rouge ».
Sur le territoire de la commune est partiellement implantée une forêt domaniale : la forêt des Grisons (contenance totale : 557,23 ha), mêlant feuillus et conifères.
Particularité notable : à l'intérieur du territoire de la commune est enclavée une parcelle de bois d'une contenance de 4,50 hectares (dénommée Le Bois du Mont) appartenant à la commune de Bissy-la-Mâconnaise (mais non limitrophe de cette commune), situation résultant d'une contestation de propriété ayant opposé les habitants des hameaux de Sagy (Cruzille) à ceux de Charcuble (Bissy) à partir de 1762 (situation qui donna lieu à quantité de procès, qui durèrent pendant un siècle).

### Hydrographie
Le principal cours d'eau traversant le territoire de Cruzille est l'Ail, affluent de la rive gauche de la Bourbonne (dans laquelle l'Ail se jette en aval du bourg de Lugny).
Au nord-ouest du village, une résurgence connue sous le nom de « réseau des Tranquious » a été le lieu d'explorations au cours des années 1980, puis en octobre 1989 et septembre 1990, révélant plus d'un kilomètre de galeries (jalonnées par plusieurs siphons). Ce réseau caractérisé par la présence de nombreuses cheminées montantes (provoquées par une multitude de fracturations verticales) est constamment drainé par un ruisseau actif.
8 janvier 1934 : fondation du Syndicat intercommunal des eaux du Haut-Mâconnais, auquel appartiennent Cruzille et neuf autres communes (Lugny, Burgy, Clessé, Viré, Saint-Maurice-de-Satonnay, Vérizet, Bissy-la-Mâconnaise, Péronne et Montbellet), rejointes le 16 août 1934 par Plottes, Chardonnay et Uchizy (puis par Farges et Grevilly en 1938 et par Saint-Gengoux-de-Scissé, Azé et Igé après-guerre). Les premières maisons de Cruzille alimentées en eau potable le sont en mars 1937.

### Climat
Pour des articles plus généraux, voir Climat de la Bourgogne-Franche-Comté et Climat de Saône-et-Loire.
En 2010, le climat de la commune est de type climat océanique dégradé des plaines du Centre et du Nord, selon une étude du Centre national de la recherche scientifique s'appuyant sur une série de données couvrant la période 1971-2000. En 2020, Météo-France publie une typologie des climats de la France métropolitaine dans laquelle la commune est exposée à un climat semi-continental et est dans la région climatique Bourgogne, vallée de la Saône, caractérisée par un bon ensoleillement (1 900 h/an), un été chaud (18,5 °C), un air sec au printemps et en été et des vents faibles.
Pour la période 1971-2000, la température annuelle moyenne est de 10,8 °C, avec une amplitude thermique annuelle de 17,6 °C. Le cumul annuel moyen de précipitations est de 947 mm, avec 11,1 jours de précipitations en janvier et 7,7 jours en juillet. Pour la période 1991-2020, la température moyenne annuelle observée sur la station météorologique de Météo-France la plus proche, « Jalogny_sapc », sur la commune de Jalogny à 16 km à vol d'oiseau, est de 11,2 °C et le cumul annuel moyen de précipitations est de 873,4 mm. 
La température maximale relevée sur cette station est de 39,6 °C, atteinte le 12 août 2003 ; la température minimale est de −21,6 °C, atteinte le 17 janvier 1985,,.
Les paramètres climatiques de la commune ont été estimés pour le milieu du siècle (2041-2070) selon différents scénarios d'émission de gaz à effet de serre à partir des nouvelles projections climatiques de référence DRIAS-2020. Ils sont consultables sur un site dédié publié par Météo-France en novembre 2022.

## Urbanisme

### Typologie
Au 1er janvier 2024, Cruzille est catégorisée commune rurale à habitat dispersé, selon la nouvelle grille communale de densité à sept niveaux définie par l'Insee en 2022.
Elle est située hors unité urbaine et hors attraction des villes,.

### Occupation des sols
L'occupation des sols de la commune, telle qu'elle ressort de la base de données européenne d’occupation biophysique des sols Corine Land Cover (CLC), est marquée par l'importance des territoires agricoles (54,4 % en 2018), une proportion sensiblement équivalente à celle de 1990 (54,6 %). La répartition détaillée en 2018 est la suivante : 
forêts (40 %), cultures permanentes (27 %), prairies (22,5 %), zones agricoles hétérogènes (4,8 %), zones urbanisées (3 %), milieux à végétation arbustive et/ou herbacée (2,7 %). L'évolution de l’occupation des sols de la commune et de ses infrastructures peut être observée sur les différentes représentations cartographiques du territoire : la carte de Cassini (XVIIIe siècle), la carte d'état-major (1820-1866) et les cartes ou photos aériennes de l'IGN pour la période actuelle (1950 à aujourd'hui).

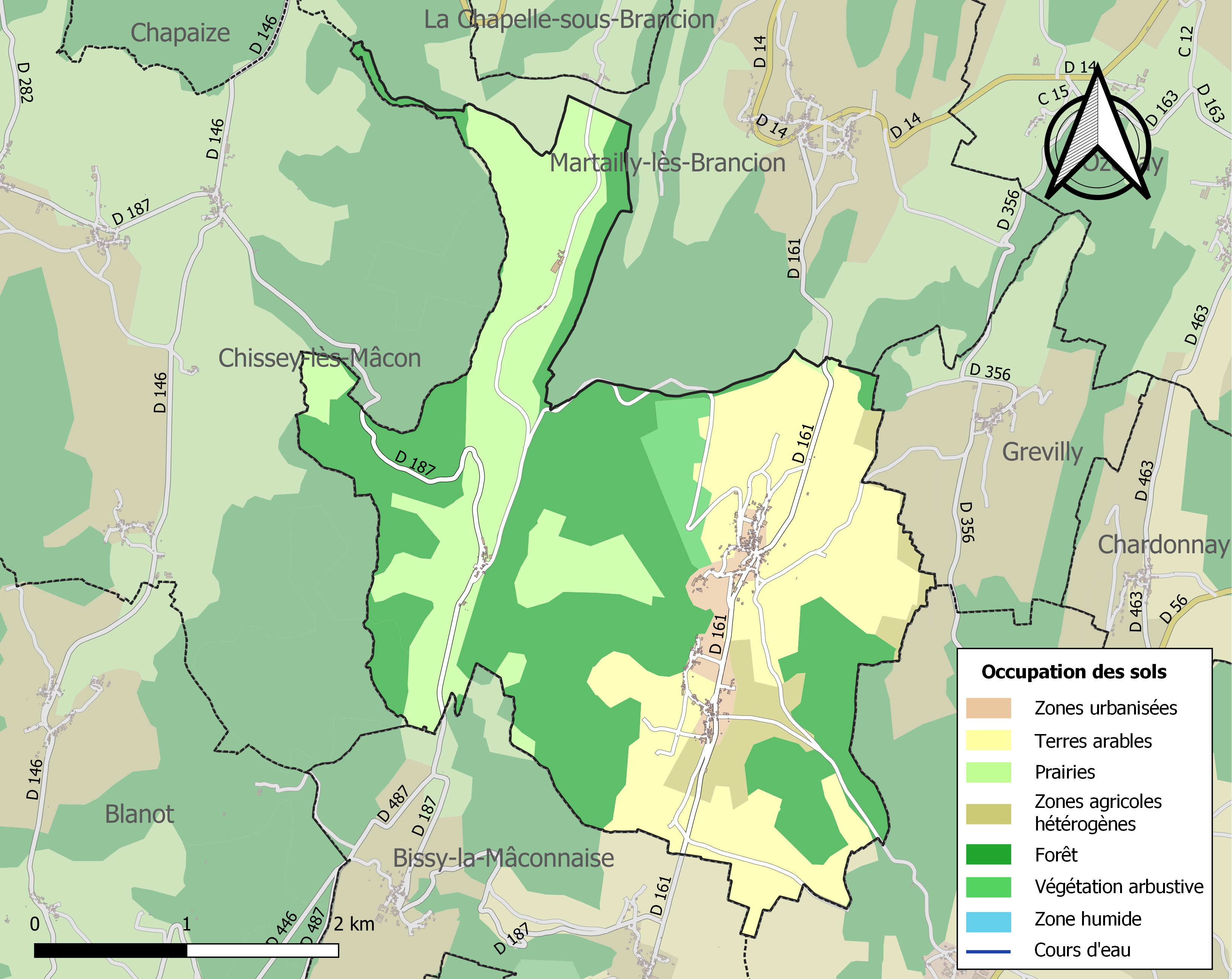
Carte des infrastructures et de l'occupation des sols de la commune en 2018 (CLC).

### Plan local d'urbanisme
L'urbanisme sur les 1111 hectares du territoire de Cruzille est désormais régi par un plan local d'urbanisme intercommunal (PLUi), document d’urbanisme dont le territoire d’effet n'est plus la commune mais la communauté de communes, soit vingt-quatre communes membres réparties sur le Haut-Mâconnais et le Tournugeois.
Ce document stratégique traduit les principes d’aménagement du territoire et constitue un outil réglementaire fixant les règles de construction et d’occupation des sols applicables sur le territoire de l'intercommunalité du Mâconnais-Tournugeois, d'où son contenu : un rapport de présentation retraçant le diagnostic du territoire, un projet d’aménagement et de développement durable (PADD) exposant la stratégie intercommunale, des orientations d’aménagement et de programmation (OAP) définissant les conditions d’aménagements de certains quartiers/ilots (cas particuliers), un règlement fixant les règles d’utilisation et de droit des sols ainsi que des annexes (plan de zonage, liste des servitudes, etc.).
Le PLUi du Mâconnais-Tournugeois, fruit d'un processus lancé par la communauté de communes en 2016, a été définitivement adopté par le conseil communautaire le 21 décembre 2023.
La mise en œuvre de ce plan local d'urbanisme intercommunal entré en vigueur le 12 mars 2024 a entraîné l'abrogation de la carte communale de Cruzille qui avait été approuvée le 21 avril 2008.

## Toponymie

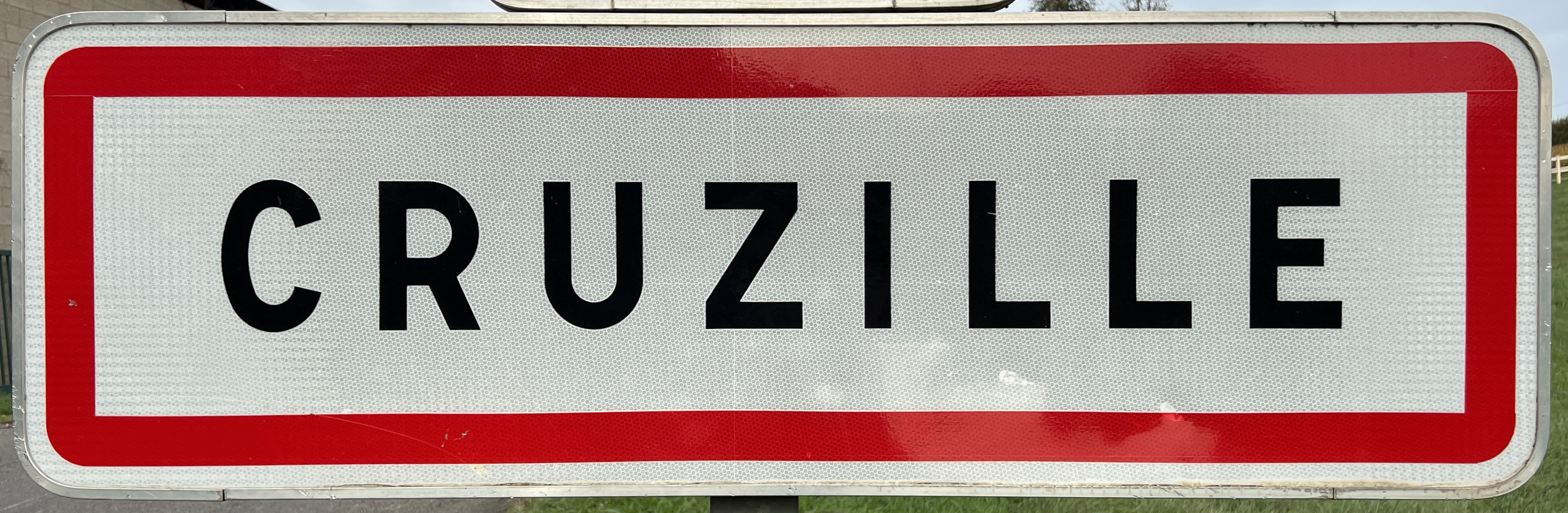
Panneau d'entrée dans la commune.

Jusqu'au XIXe siècle, son nom s'est écrit Cruzilles, puis elle a perdu progressivement son s  pour s'écrire définitivement Cruzille.
.

## Histoire
En 1581, Georges de Beauffremont, seigneur de Cruzille, obtint que la seigneurie soit érigée en comté, « pour lui et ses hoirs mâles sans être sujet à la reversion au domaine et couronne en cas que ledit sieur de Beauffemont décédera sans enfants mâles ». Le comté comprenait : Collonge, Sagy, Ouxy et Gratay, Cruzille, Grevilly et Ozenay.
Huit ans plus tard, en septembre 1589, le château de Cruzille, propriété de Georges-Épaminondas de Beauffremont, qui tenait pour le roi, fut attaqué par des assaillants combattant au nom de la Ligue. Au lendemain d'un assaut qui coûta la vie au colonel de Lagrange (tué d'un coup de mousquet à la tête d'une trentaine de soldats), l'artillerie permit de faire deux brèches, l'une dans la muraille, l'autre dans la salle du corps de logis, et les attaquants purent s'engouffrer dans le château. Les cinquante hommes de la garnison, ainsi que leur commandant, le capitaine Le Prin, furent passés par le fil de l'épée. L'année suivante, les troupes royales reprirent le château, qui fut toutefois enlevé une fois encore par la Ligue en 1592. Ce n'est qu'en 1594 que les troupes royales s'y établirent définitivement.
Jusqu'à la Révolution et la création des communes, le hameau de Sagy dépendit alternativement des paroisses de Cruzille et de Bissy-la-Mâconnaise (à raison de deux années pour Cruzille et d'une année pour Bissy-la-Mâconnaise, le changement de paroisse intervenant le 29 septembre, jour de la fête de saint Michel archange, « suivant l'usage établi de tout temps »). Ce fut notamment le cas en : 1782-1783, 1785-1786 et 1788-1789.
Il en fut de même des hameaux de Fragnes et d'Ouxy, qui dépendirent alternativement des paroisses de Prayes (aujourd'hui hameau de Chissey-lès-Mâcon) et de Cruzille.
Fin juillet 1789 : épisode de la Grande Peur en Mâconnais. Parmi d'autres brigands arrêtés, les Cruzillois Jean Gaguin (29 ans), couvreur, et Jean Ducloux, peignier, sont pendus, respectivement à Cluny et Tournus.
1790 : à la création des cantons, la commune de Cruzille est rattachée au canton de Lugny, alors composé de douze communes.
1847 : la commune se dote d'un nouveau cimetière, en remplacement de celui jouxtant l'église Saint-Pierre.
15 août 1922 : inauguration du monument aux morts (dû à l'artiste Bédet de Tournus), dont le fût porte le nom de dix-sept enfants de la commune morts pour la France en 1914-1918.
1972 : création du Syndicat intercommunal à vocation multiple (SIVOM) du canton de Lugny (siège en mairie de Lugny), auquel adhèrent Cruzille et treize autres communes du Haut-Mâconnais, avec pour objet : la couverture des dépenses d'investissement et de fonctionnement du collège de Lugny, la réalisation d'une maison de retraite, la création et le fonctionnement de tous services sociaux (tels que dispensaire, aide à domicile par exemple), la réalisation de travaux d'assainissement, le ramassage d'ordures ménagères et l'entretien de la voirie communale. L'un des premiers gros chantiers de ce syndicat, outre la construction du collège public de Lugny (entré en service en janvier 1977), sera d'entreprendre la mise en œuvre, dès 1974, d'un réseau intercommunal d'assainissement équipé d'une station d'épuration, ceci au profit de six communes (Montbellet, Lugny, Burgy, Cruzille, Bissy-la-Mâconnaise et Saint-Gengoux-de-Scissé), grâce au transport sur 6,5 kilomètres environ, de Lugny au hameau de Saint-Oyen (Montbellet), des eaux usées collectées.
1993 : fondation de la communauté de communes du Haut-Mâconnais (avec Lugny pour siège), regroupant sept communes : Bissy-la-Mâconnaise, Burgy, Chardonnay, Cruzille, Grevilly, Lugny et Saint-Gengoux-de-Scissé. À cette première communauté de communes a succédé, le 1er janvier 2003, la communauté de communes du Mâconnais - Val de Saône (siège à Lugny), résultant de la fusion de trois intercommunalités (celles du Haut-Mâconnais, de la Haute-Mouge et du Mâconnais-Val de Saône) et totalisant une population de 7 336 habitants.
Décembre 1997 : rattachement des communes de Cruzille et de Grevilly, qui disposaient jusque-là d'une compagnie de sapeurs-pompiers, au secteur du centre de secours de Lugny, entraînant la dissolution de la compagnie de Cruzille-Grevilly.

## Héraldique
Ci-après, les blasons des cinq familles nobles ayant successivement possédé la seigneurie de Cruzille, de Poncet de Lugny (XIIIe siècle) à Florent-Alexandre-Melchior de La Baume, comte de Montrevel et baron de Lugny (1789) :

Famille de Lugny.
Famille de Nanton.
Famille de Saillans.
Famille de Saulx-Tavannes.
Famille de La Baume-Montrevel.

## Politique et administration

### Liste des maires

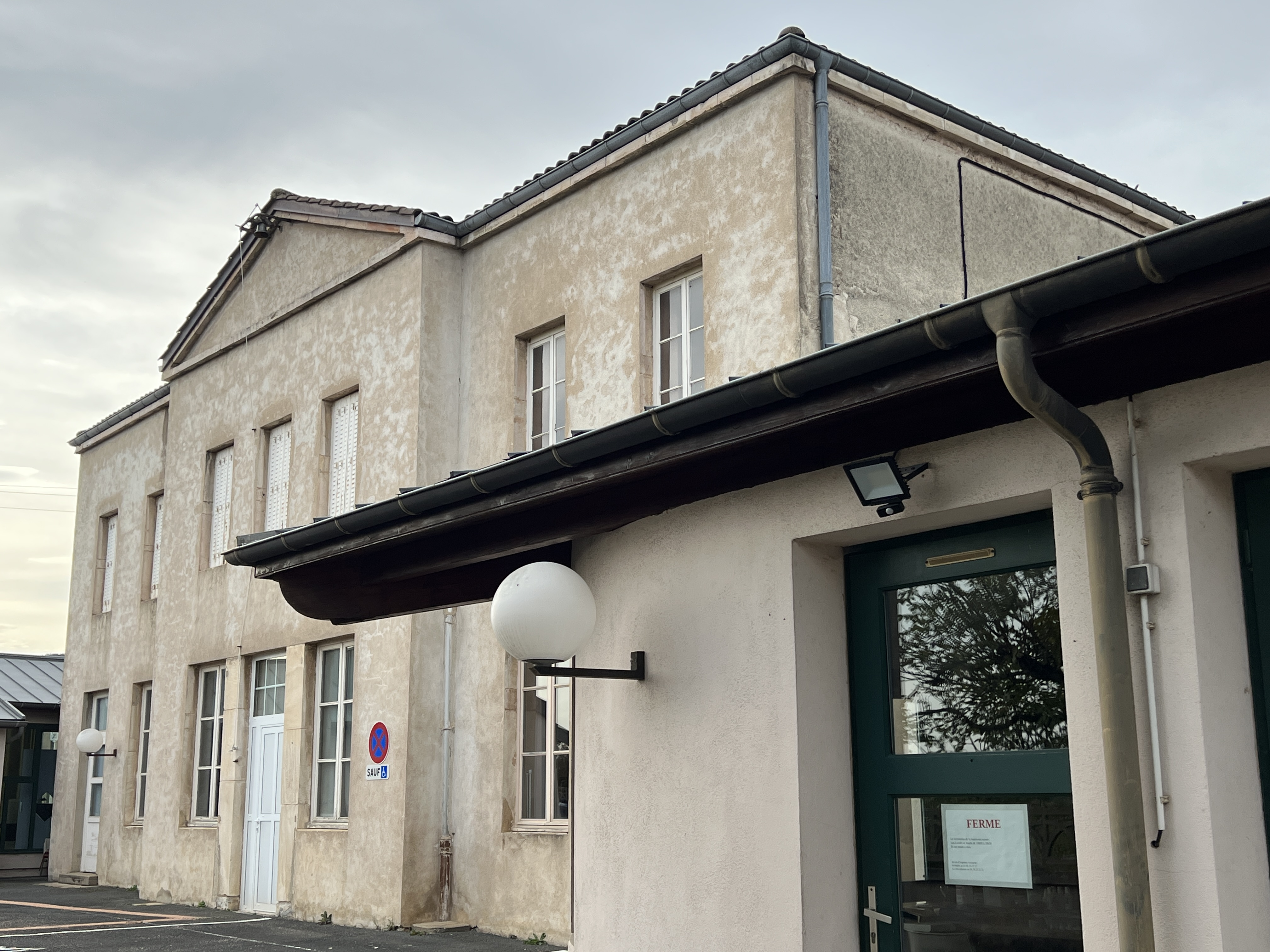
Mairie.

| Période                                  | Période          | Identité               | Étiquette | Qualité |
| ---------------------------------------- | ---------------- | ---------------------- | --------- | --- |
| mai 1871                                 | mai 1877         | Claude Benoït Boissaud |           | Géomètre. |
| mai 1877                                 | mai 1888         | Claude Canot           |           | |
| mai 1888                                 | juin 1888        | Prosper Boissaud       |           | |
| juin 1888                                | mai 1908         | François Barraud       |           | |
| mai 1908                                 | mai 1925         | Benoît Barraud-Libet   |           | Élection qui le conduisit à présenter sa démission de premier clairon de la compagnie de sapeurs-pompiers (les fonctions de maire – et d'adjoint – étant incompatibles avec celles de sapeur-pompier). |
| mai 1925                                 | mai 1929         | Claude Blettery        |           | |
| 1929                                     | 1945             | Edgar Ponthus          |           | Arrêté à Cruzille le 23 janvier 1944 par la Gestapo ; déporté (camps d'Auschwitz, de Buchenwald et de Flossenbürg), il mourut dans un train qui le transportait en direction du camp de Mauthausen.    |
| 1945                                     | 1976             | Henri Bajard           |           | Décoré de la médaille d'honneur départementale et communale (or) par le ministre Philippe Malaud, secrétaire d’État à la Fonction publique, à Cruzille en 1970.                                        |
| 1976                                     | 1985 (démission) | Pierre Claudel         |           | Directeur de l'institut médico-pédagogique (IMP) de Cruzille jusqu'en 1984. Démissionne de ses fonctions de maire en 1985.                                                                             |
| décembre 1985                            | mars 1989        | Albert Chevenet        |           | Viticulteur. Conseiller municipal puis premier adjoint au maire, élu maire à la suite de la démission de Pierre Claudel.                                                                               |
| mars 1989                                | mars 2014        | Michel Baldassini      |           | Président de la Cave de Lugny (juin 1992), président du Bureau interprofessionnel des vins de Bourgogne (Beaune). Réélu en 1995, 2001 et 2008.                                                         |
| mars 2014                                | en cours         | Gilles Charpay-Puget   |           | |
| Les données manquantes sont à compléter. |                  |                        |           | |

### Intercommunalité et canton

#### Intercommunalité
Cruzille, après avoir appartenu à la communauté de communes du Mâconnais-Val-de-Saône (siège à Lugny), relève depuis le 1er janvier 2017 de la communauté de communes du Mâconnais-Tournugeois (siège à Tournus), à la suite de la mise en place du nouveau schéma départemental de coopération intercommunale (cette nouvelle communauté résulte de la fusion de deux communautés de communes : la communauté de communes du Tournugeois qui regroupait douze communes du Tournugeois et la communauté de communes du Mâconnais-Val-de-Saône qui regroupait douze communes du Haut-Mâconnais).
Cette communauté de communes est gérée par un conseil communautaire composé de quarante et un membres représentant chacune des communes adhérentes (et élus pour une durée de six ans), conseil au sein duquel Cruzille, à l'instar de toutes les autres communes de l'intercommunalité, dispose d'un représentant unique (exception faite de Lugny, Clessé, Viré et Montbellet représentés par deux délégués et de la ville de Tournus qui en totalise treize).
Depuis 2020 (et jusqu'en 2026), le délégué représentant Cruzille au sein de ce conseil communautaire est Gilles Charpy-Puget (maire).

#### Canton
Cruzille, commune qui relevait du canton de Lugny depuis 1790, appartient depuis 2015 au canton d'Hurigny, à la suite du nouveau découpage territorial de Saône-et-Loire entré en vigueur à l'occasion des élections départementales de 2015 (découpage défini par le décret du 18 février 2014, en application des lois du 17 mai 2013).
Le canton d'Hurigny, tel qu'il se présente depuis cette réforme, est constitué de communes qui appartenaient auparavant à trois anciens cantons : le canton de Lugny (14 communes), le canton de Mâcon-Nord (12 communes) et le canton de Mâcon-Sud (2 communes).

### Sécurité

#### Gendarmerie

L'unité de gendarmerie à laquelle la commune de Cruzille est rattachée est la brigade de Lugny.

#### Sapeurs-pompiers
Avec Lugny, Saint-Gengoux-de-Scissé, Bissy-la-Mâconnaise, Grevilly et Burgy (ainsi que, depuis juin 2023, une partie des villages de Viré et de Montbellet), la commune de Cruzille relève du secteur d'intervention des sapeurs-pompiers du centre d'incendie et de secours de Lugny.

## Population et société

### Démographie
Les habitants de Cruzille s'appellent désormais les Cruzillois (historiquement, ils se sont appelés les Cruzeliats, mais cette dénomination a été abandonnée progressivement au XIXe siècle).

L'évolution du nombre d'habitants est connue à travers les recensements de la population effectués dans la commune depuis 1793. Pour les communes de moins de 10 000 habitants, une enquête de recensement portant sur toute la population est réalisée tous les cinq ans, les populations de référence des années intermédiaires étant quant à elles estimées par interpolation ou extrapolation. Pour la commune, le premier recensement exhaustif entrant dans le cadre du nouveau dispositif a été réalisé en 2007.

En 2022, la commune comptait 264 habitants, en évolution de +1,15 % par rapport à 2016 (Saône-et-Loire : −1,06 %, France hors Mayotte : +2,11 %).
| 1793 | 1800 | 1806 | 1821 | 1831 | 1836 | 1841 | 1846 | 1851 |
| ---- | ---- | ---- | ---- | ---- | ---- | ---- | ---- | ---- |
| 667  | 699  | 726  | 744  | 753  | 760  | 743  | 714  | 708  |

| 1856 | 1861 | 1866 | 1872 | 1876 | 1881 | 1886 | 1891 | 1896 |
| ---- | ---- | ---- | ---- | ---- | ---- | ---- | ---- | ---- |
| 663  | 651  | 661  | 651  | 670  | 619  | 529  | 416  | 374  |

| 1901 | 1906 | 1911 | 1921 | 1926 | 1931 | 1936 | 1946 | 1954 |
| ---- | ---- | ---- | ---- | ---- | ---- | ---- | ---- | ---- |
| 382  | 385  | 342  | 286  | 266  | 251  | 227  | 219  | 284  |

| 1962 | 1968 | 1975 | 1982 | 1990 | 1999 | 2006 | 2007 | 2012 |
| ---- | ---- | ---- | ---- | ---- | ---- | ---- | ---- | ---- |
| 256  | 262  | 247  | 259  | 243  | 231  | 232  | 232  | 253  |

| 2017 | 2022 | - | - | - | - | - | - | - |
| ---- | ---- | - | - | - | - | - | - | - |
| 263  | 264  | - | - | - | - | - | - | - |

### Enseignement

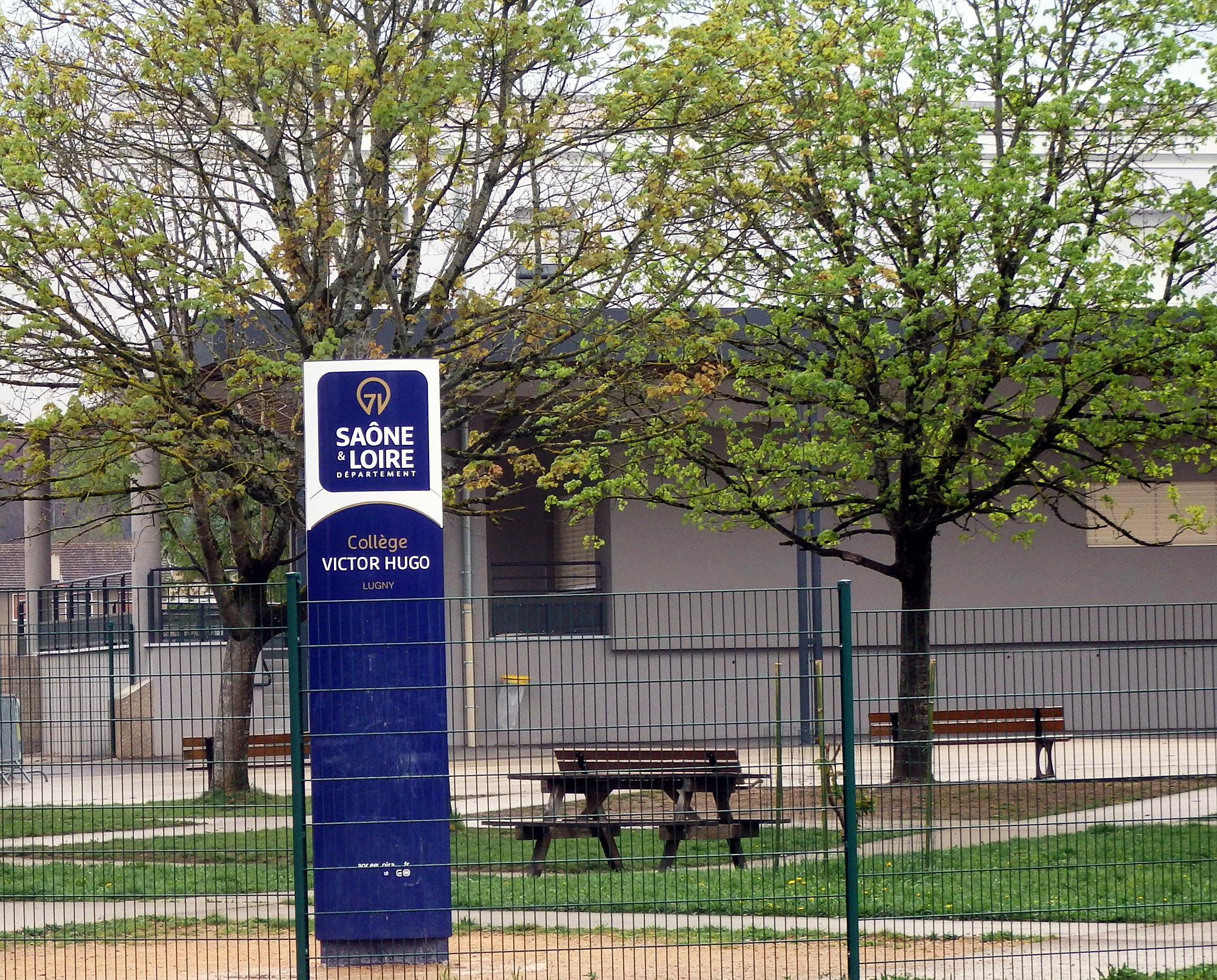
Le collège public Victor-Hugo de Lugny, entré en service en 1977 et dont la carte scolaire s'étend à 19 communes.

Pour l'enseignement secondaire, Cruzille, avec dix-huit autres communes, relève de la carte scolaire du collège Victor-Hugo  de Lugny.

## Vie locale

### Cultes

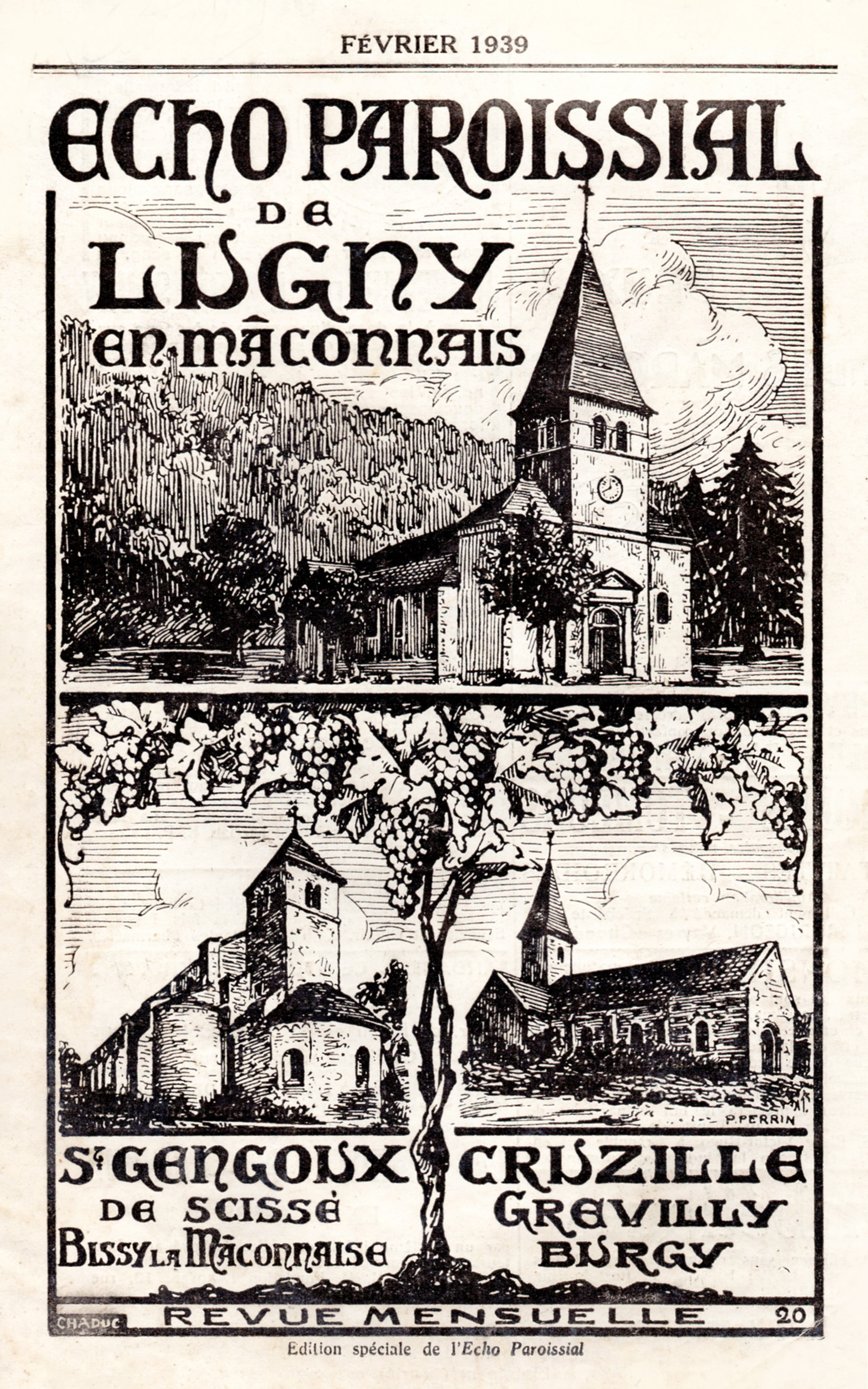

Cruzille appartient à l'une des sept paroisses composant le doyenné du Mâconnais (doyenné relevant du diocèse d'Autun) : la paroisse Notre-Dame-des-Coteaux en Mâconnais, paroisse qui a son siège à Lugny et qui regroupe la plupart des villages du Haut-Mâconnais.
C'est un peu avant la Première Guerre mondiale que Cruzille (dont dépendait Grevilly, commune réunie à Cruzille en 1806 pour le spirituel) cessa de disposer d'un curé (cure vacante à partir de 1908) et pendant cette guerre que la paroisse fut définitivement rattachée à celle de Lugny pour le culte (l'abbé Léon Ravennet étant curé-archiprêtre de Lugny).

### Médias

#### Journal municipal
La commune de Cruzille édite chaque année un bulletin municipal.

#### Journal local (quotidien)
Le Journal de Saône-et-Loire est un quotidien régional français diffusé en Saône-et-Loire, dont le siège se trouve à Chalon-sur-Saône. Les abonnés et les acheteurs réguliers de ce journal demeurant sur le territoire de Cruzille et du Haut-Mâconnais reçoivent l'édition de Mâcon.

## Économie

Les vignobles du Mâconnais.

Cruzille est un village essentiellement viticole.
On y produit principalement l'appellation d'origine contrôlée Mâcon villages « Mâcon-Lugny », qui est l'une des 27 dénominations géographiques complémentaires de l’appellation régionale « Mâcon » (appellation totalisant 484 hectares pour une récolte annuelle de 4,1 millions de bouteilles, dont l'aire délimitée est comprise, depuis un décret de 2005, à l’intérieur des communes de Lugny, Bissy-la-Mâconnaise, Saint-Gengoux-de-Scissé et Cruzille pour partie).

## Culture locale et patrimoine

### Lieux et monuments
Sont à voir à Cruzille :

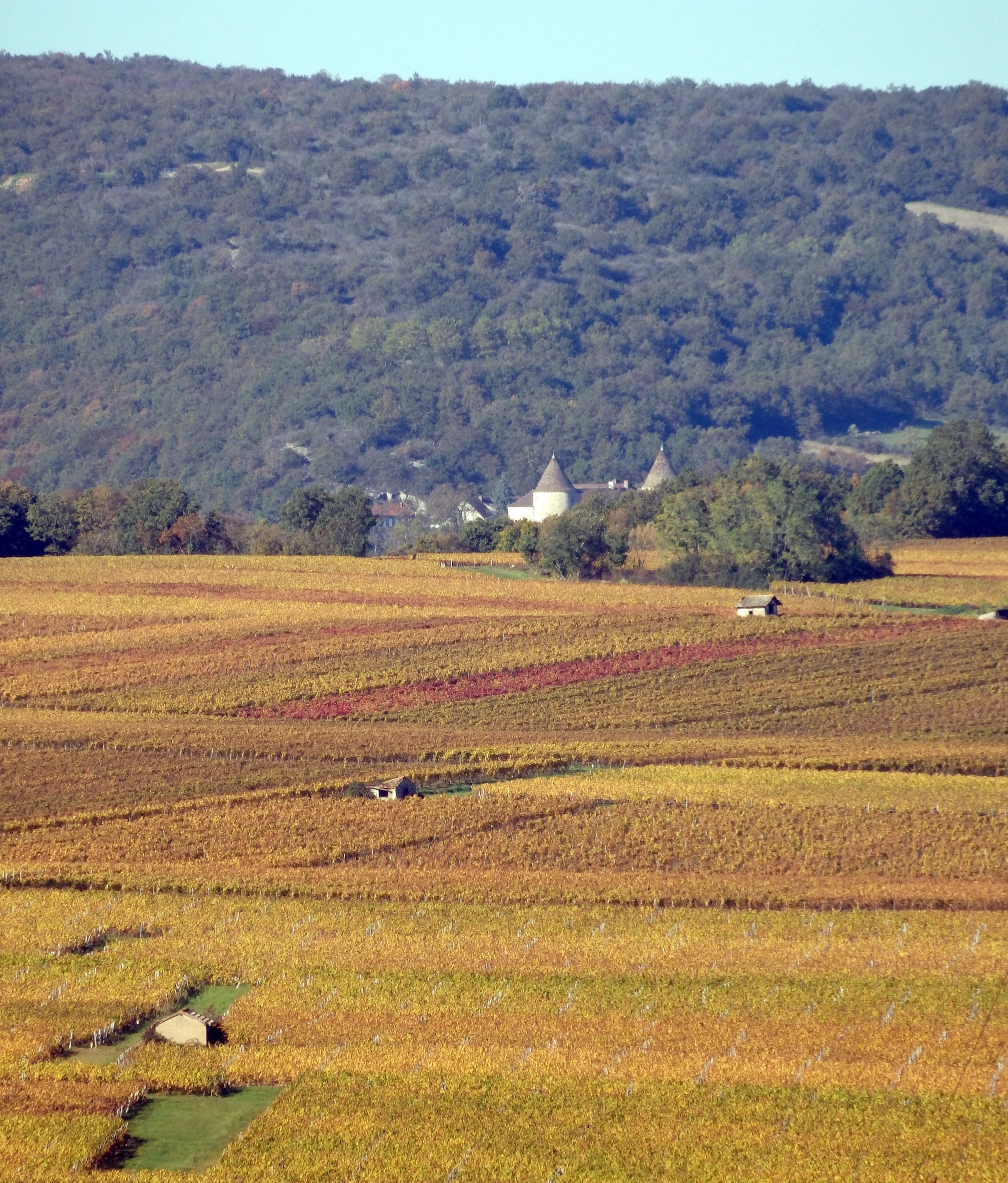
Vignes et cabanes de vigne à Bissy-la-Mâconnaise, avec les tours rondes du château de Cruzille.

- Le château de Cruzille, siège depuis 1970 d'un établissement éducatif spécialisé (institut médico-pédagogique) créé à l'initiative de la Fédération des œuvres laïques de Saône-et-Loire et accueillant des enfants atteints de handicaps légers[32].

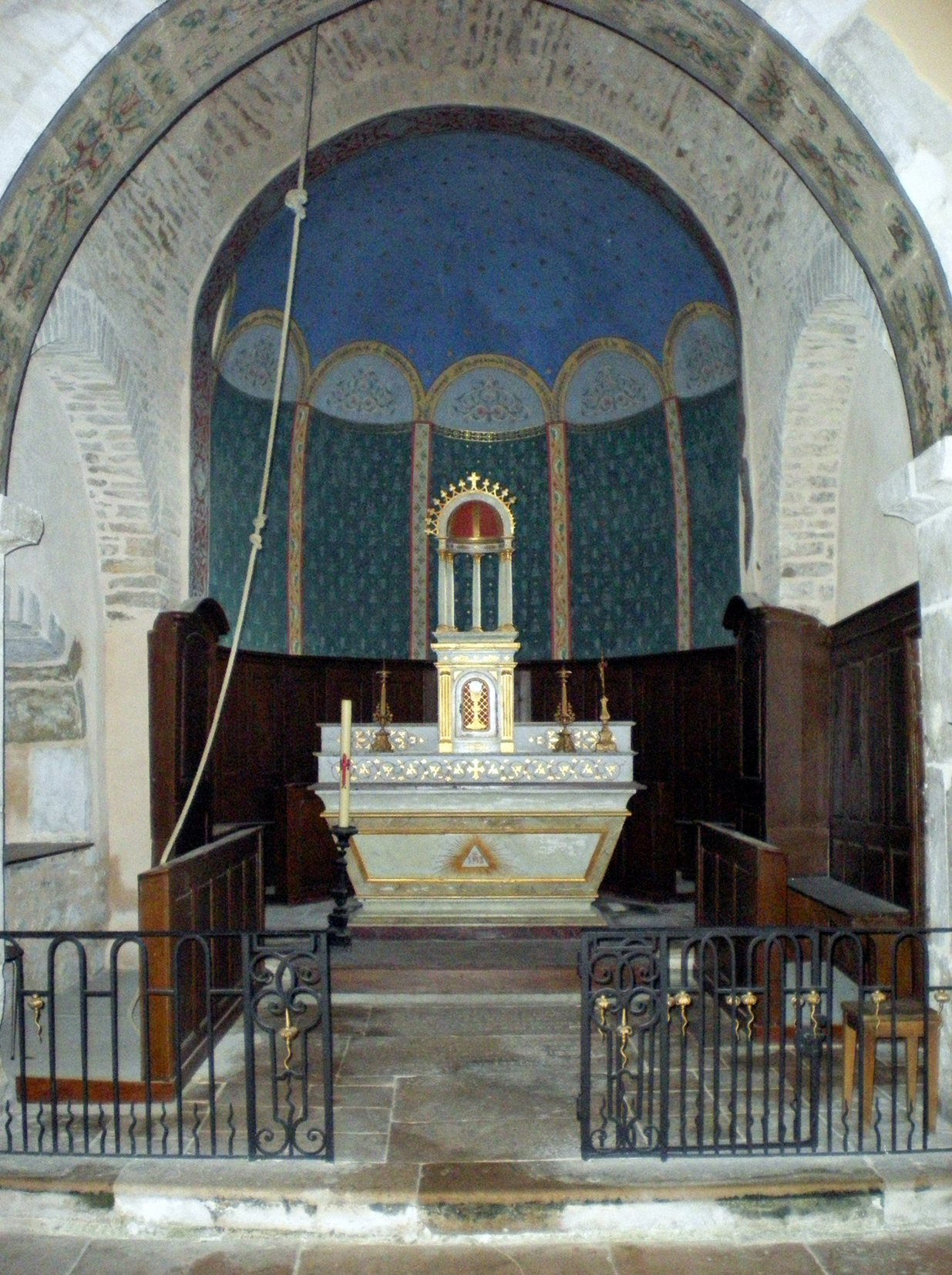
Le chœur de l'église Saint-Pierre.

- L'église Saint-Pierre. Datant du début du XIIe siècle, placée sous le vocable de saint Pierre, cette église est romane dans l'ensemble malgré de nombreux remaniements. Elle est composée d'une nef unique, d'une travée sous clocher et d'une abside en hémicycle (XVIIe siècle ?). Au nord-est : la chapelle des seigneurs (XVe siècle), placée sous le vocable de saint Georges. Parmi les pierres tombales figurent celle de Jacques-Philippe-Eugène de la Baume-Montrevel, seigneur de Mercé, comte de Cruzille, Noble, Brancion et autres lieux, mort à Cruzille en 1731[33]. Son clocher abrite une cloche unique, fondue en 1925[34]. À l'intérieur de la nef, chemin de croix restauré en 2005[35]. Aux abords de l'église, remarquer le beau portail classique (1701) ouvrant sur la cour du presbytère dont ne subsistent que quelques bâtiments. En 2020, ainsi que 126 autres lieux répartis sur le territoire du Pôle d'équilibre territorial et rural (PETR) Mâconnais Sud-Bourgogne, l'église a intégré les « Chemins du roman en Mâconnais Sud-Bourgogne » et bénéficié de la pose d'une signalétique spécifique[36].
- La roche Sainte-Geneviève, qui surplombe la petite route conduisant de Cruzille (hameau de Sagy) à Lugny (hameau de Collongette), est un ancien lieu de pèlerinage. De l'eau coule du rocher et cette source était réputée lutter contre les maladies des yeux des petits enfants[37]. On peut y voir une statue de sainte Geneviève. On raconte que le comte de Tavannes (1509-1592), maréchal de France, poursuivi par les huguenots, arriva au bord du rocher et parvint à leur échapper en faisant bondir son cheval qui, dans un élan fabuleux, put atteindre l'autre côté de la vallée après invocation à « sainte Geneviève ». Selon une autre version, le cheval du comte de Tavannes se serait emballé alors que ce seigneur chassait un sanglier ; alors qu'il était menacé d'être précipité en bas du rocher, le cheval stoppa net – et l'on y voit encore la marque du fer incrusté dans le rocher.
- La fontaine publique construite au XIXe siècle sur la place du village, à deux pas du lavoir[38].
- À Collonge : croix routière au fût octogonal, transférée à cet endroit en 1867, sur laquelle est lisible l'inscription : « O crux ave / Cette croix a été érigée / par les habitants / de Collonges les Crusille / le 20 mai 1867 ».
- La croix routière dite « de la Roche Sainte-Geneviève », sans date ni inscription.
- La ZNIEFF intitulée « Les bois et pelouses de Charvençon, roche Sainte-Geneviève et barres de Sagy ». En 2016, les limites du site naturel protégé de la Boucherette (104 hectares), situé sur le territoire de la commune de Lugny, au nord-ouest du hameau de Collongette, ont été réajustées et le site s'est étendu en direction du nord-ouest, sur le territoire de Cruzille[39].

Cruzille dispose d'un musée privé consacré à l'artisanat, présentant une riche collection d'outils liés notamment à la vigne et au vin, et en particulier à la tonnellerie : le musée de l'outillage artisanal et rural, créé au début des années soixante par Pierre Guyot (1913-1993), propriétaire au hameau de Sagy du domaine des Vignes du Maynes (musée qui rassemblait au début des années 90 quelque 3500 outils en rapport avec 32 corps de métiers : travail du bois, des textiles, du cuir et de la corde, du métal, secteur du bâtiment, viticulture, travaux agricoles, etc.).
Niveau randonnée, Cruzille est traversé par l'un des 17 circuits balisés mis en place en 2022-2023 (sur 58 communes de Saône-et-Loire) par plusieurs intercommunalités au sein du territoire du Massif Sud Bourgogne, intitulé Le Mâconnais panoramique (16,1 kilomètres, 357 mètres de dénivelé, départ rue de l'Abreuvoir à Lugny).

### Personnalités liées à la commune
- Rémi Allier, réalisateur et scénariste, César du meilleur court métrage pour « Les petites mains », en 2019. Né à Mâcon et a passé son enfance à Cruzille.
- Vincent Dedienne, né le 2 février 1987 à Mâcon, comédien, auteur et humoriste français qui a passé son enfance à Cruzille.
- Claude Rochat, alias Commandant Guillaume, chef des maquis de l'Armée secrète pour l'ensemble de la Saône-et-Loire, qui avait établi, durant la Résistance, son PC au château de Cruzille[42].
- Madame Letourneau, centenaire du hameau de Sagy-le-Bas dont la commune, en 1947, célébra les cent ans par l'organisation d'une fête (elle était née le 15 août 1847).
- Jean-Baptiste Chamborre, homme politique né le 20 avril 1761 à Mâcon et décédé le 29 avril 1837 à Cruzille. Procureur à Mâcon, il fut élu suppléant en 1792 et admis à siéger comme député de Saône-et-Loire le 31 juillet 1793. Entré au Conseil des Cinq-Cents le 4 brumaire an IV, en qualité d'ex-conventionnel, il y resta jusqu'en l'an VII. Il est ensuite commissaire du gouvernement près le tribunal civil de la Seine, puis juge au même tribunal, jusqu'à la fin du Premier Empire. Il se rendit acquéreur en 1827 du château de Cruzille. Il repose au cimetière de Cruzille.
- La famille noble de Nanton.

## Pour approfondir